# Самсон
Самсон (на иврит: שִׁמְשׁוֹן) е последният от съдиите на древен Израил споменат в Книгата на Съдиите от Стария завет в Библията. Той е и един от последните лидери, които „съдят“ Израилевия народ преди установяването на монархия. Понякога е определян като израелския вариант на популярния близко-източен народен герой като шумерския Енкиду или гръцкия Херакъл.
Според Библията Самсон е назорей и надарен от Бог с невероятна сила, която му помага срещу неговите врагове и чрез която извършва свръхчовешки постижения като убиването на лъв с голи ръце и унищожаване на цяла армия от филистимци само с помощта на челюст от магаре. Силата на Самсон обаче се крие в дългата му коса и ако тя бъде отрязана той ще я загуби.
Самсон бива предаден от своята любовница Далила, която отрязва косата му докато спи и го предава на филистимските му врагове, които му избождат очите и го карат да мели зърно в мелница в Газа. Когато филистимците закарват Самсон в своя храм на Дагон, той ги помолва да го оставят да си почине до една от основните колони на храма. След като отправя молба към Бог, той успява да възвърне силата си, да избута колоните на храма и да го разруши като по този начин убива всички филистимци в него и себе си.
Самсон е основна фигура в юдаизма и християнството, като християните го възприемат като фигура подобна на Исус Христос, поради приликите в техните животи. Самсон също има основна роля в традициите и изкуството на Западния свят.

## Раждане
Според Библията Самсон живее във времена на непостоянен конфликт между Израел и Филистия, при който Бог многократно предава израилтяните в ръцете на филистимците за да ги дисциплинира. Бащата на Самсон е Маное – мъж от Дановото племе, чиято жена е първоначално неспособна да зачене. Един ден пред нея се явява Божи ангел, който и казва, че Бог ще я дари със син, който ще поведе Израилевия народ срещу Филистимците.
За целта тя трябва да се въздържа от алкохол и да не подстригва или реже косата на детето си. То ще бъде назорей още от раждането си. Жената на Маное се доверява на Божия ангел, а самият той се моли на Бог пратеникът му да се яви още веднъж за да ги научи как да се грижат за момчето, което ще им се роди.
След като Божият ангел се завръща, Маное го пита за името му, но той отговаря: „Защо питаш за името ми, то е тайно“. Тогава Маное приготвя жертвоприношение за него, но ангелът го отказва и казва, че то може да бъде само за Бог. Ангелът докосва жертвите и те се възпламеняват, а той се издига към небето. Тази поличба оказва голямо влияние на Маное и той се страхува от наказания до края на живота си, поради поверието, че никой не оцелява след като види Бог. Жена му обаче го успокоява, като твърди, че Бог няма намерение да ги убие, щом е разкрил такива неща пред тях. Впоследствие се ражда синът им и той бива отгледан спрямо дадените им насоки.

## Брак с филистимка
Докато е млад мъж Самсон решава да напусне хълмовете на родното си място за да разгледа градовете на Филистия. Там той се влюбва в млада филистимка от Тимна и решава да се ожени за нея въпреки несъгласието на родителите му, който се осланят на забраната израилтяните да се женят за чужденки. В продължение на историята става ясно, че бракът с филистимката е част от Божия план за покоряване на филистимците.
Според библейската история Самсон е посещаван многократно от Свети Дух, който го дарява с невъобразима сила. Това си проличава когато Самсон пътува за да поиска ръката на възлюбената си филистимка и бива нападнат от лъв. Тогава той просто го хваща и го разкъсва с голи ръце. Въпреки това Самсон запазва случката в тайна и не я съобщава дори на родителите си. Когато пристига при филистимците, Самсон се сгодява за възлюбената си. Когато отново се отправя на същия път за да се ожени за нея, забелязва че в тялото на разкъсания лъв са се настанили пчели, които са направили мед. Той изяжда една шепа мед и дава и на родителите си.
На сватбеното тържество Самсон задава гатанка на тридесет гости (всики филистимци), като им казва, че ако я отгатнат, той ще им даде тридесет ленени ризи и дрехи за премяна, а ако не я отгатнат те ще му дадат тридесет ленени ризи и дрехи за премяна. Гатанката гласи:
От ядещият излезе ястие,

И от силния излезе сладост.
Филистимците са потресени от гатанката. Те заявяват на новата жена на Самсон, че ще изгорят нея и дома на баща и ако не им даде отговора на гатанката. Тя успява да измъкне отговора от мъжа си и го дава на филистимците.
Отговорът, който те му дават е
Що е по-сладко от мед?

И що е по-яко от лъв?
В резултат на което Самсон им отговаря :
Ако не бяхте орали с моята юница, не бихте отгатнали гатанката ми.
След като губи залога, Самсон отпътува за Ашкелон където убива 30 филистимци, взима дрехите им и ги дава на гостите на сватбата му. Ядосан той се връща при родителите си, а същевременно филистимците оженват неговата любима за друг филистимец. Когато се връша в Тимна, без да подозира нищо, Самсон разбира какво се е случило, но филистимците отказват да му върнат жената и му предлагат друга нейна по-млада сестра.
Тогава Самсон отива на лов, хваща 300 лисици и ги навързва една за друга за опашките им. Закача по една факла за всяка двойка опашки и ги пуска в нивите и маслиновите полета на филистимците. След като разбират, че Самсон е запалил нивите им, филистимците убиват жената на Самсон и неговия зет.
В знак на отмъщение Самсон убива още повече филистимци и се укрива в скалата Етам. Тогава армия от филистимци посещават племето на Юдейците и ги карат да им предадат Самсон. С негово съгласие те го хващат и завързват с две въжета за да го предадат на филистимците. Самсон обаче къса въжетата и само с оселова челюст убива 1000 филистимци.

## Далила
По-късно Самсон пътува до Газа където отсяда в бордей. През това време неговите врагове го чакат пред портите на града за да го убият. Самсон обаче изкъртва вратите на града и ги пренася на рамене до хълма срещу Хеврон.
Впоследствие Самсон се влюбва в Далила в долината Сорек. Филистимците предлагат на Далила 1100 сребърни монети за да им предаде тя в какво се крие тайната сила на Самсон. Самсон първоначално отказва да открие тайната си на Далила и я лъже, че ще загуби силата си ако бъде вързан със седем пресни тетиви. Тя го обвързва докато спи, но когато се събужда Самсон къса тетивите. Далила продължава да настоява и Самсон и казва, че силата ще му се загуби ако бъде вързан с нови въжета. Тя отново го завързва докато спи, но на сутринта Самсон отново ги къса. Даилила отново настоява той да и разкрие истината и Самсон и казва, че ще си загуби силата ако плитките му бъдат завързани в тъкачен стан. Далила прави и това докато той спи, но при събуждането си Самсон направо унищожава стана.
Далила продължава да настоява и в крайна сметка Самсон и споделя истината – че силата му се крие в косата му и ако тя бъде отрязана ще я загуби. Така докато спи, Далила нарежда на свой слуга да отреже косата на Самсон. Така той губи силата си, филистимците го хващат, ослепяват го и го завеждат да работи в мелница за зърно в Газа.

## Смърт
Един ден филистимските лидери се събират в храма на Дагон – едно от най-важните техни божества, за да му благодарят за залавянето на Самсон. Те взимат и Самсон със себе си за да забавлява множеството. Храмът е толкова препълнен, че хората се качват дори и на покрива за да гледат. В храма са и най-висшите лица на Филистия и общо хората наброяват около 3000 души. Когато влиза в храма, Самсон моли водителите си да го оставят да си почине до една от колоните на храма. Той се моли на Бог за сила и по чудотворен начин я получава. Тогава Самсон разрушава колоните на храма и убива всички филистимци в храма и самия себе си.
След като умира, семейството на Самсон изважда тялото му от руините и го погребва близо до гроба на баща му Маное. В края на Глава 16 от Книгата на Съдиите става ясно, че Самсон е съдил Израил в продължение на 20 години. Съдбата на Далила остава неясна.